# Cucullia marmorea
Cucullia marmorea là một loài bướm đêm trong họ Noctuidae.